# Barrelhouse Jazzband
Die Barrelhouse Jazzband ist Deutschlands erfolgreichste Band des traditionellen Jazz  (New-Orleans-Stil, Swing); ihre Musiker kommen im Wesentlichen aus der Region Frankfurt am Main.

## Geschichte
Die Barrelhouse Jazzband Frankfurt wurde im Jahr 1953 als Amateurband gegründet, seit Mitte der 1980er Jahre arbeitet sie professionell und wurde im Laufe der Jahre zur international renommiertesten Jazzband Deutschlands. Die Band hat im Laufe der Jahre viele Schallplatten im Bereich des traditionellen Jazz herausgebracht. Sie musiziert in der klassischen Combo-Besetzung mit Trompete/Posaune, Klarinette/Saxophon sowie einer Rhythmusgruppe aus Piano, Gitarre, Bass und Schlagzeug. 1962 brach die Ur-Besetzung auseinander; seitdem war bis 2023 Reimer von Essen Bandleader und Arrangeur. 1966 erschien die erste LP (in den USA), rund 25 weitere LPs und CDs sind ihr inzwischen gefolgt. 1968 wurden die Mitglieder der Band zu Ehrenbürgern von New Orleans ernannt; mit den Jahren führten Tourneen die Band in 56 Länder (Stand: 2011), oft im Auftrage des Goethe-Instituts nach Afrika und Asien. 1974 erreichte die Barrelhouse Jazzband den 2. Preis der europäischen traditionellen Bands in Nizza. 1978 spielte sie auf dem North Sea Jazz Festival in Scheveningen.
Auf der seit 1983 jährlich in der Frankfurter Alten Oper stattfindenden „Barrelhouse Jazz Party“ spielt die Band mit legendären Solisten der Jazzgeschichte. Sie musizierte u. a. mit Mezz Mezzrow, Arnett Cobb, Buddy Tate, Al Grey, Doc Cheatham, Clark Terry, Harry Sweets Edison, Jimmy Witherspoon, Bob Haggart, Sammy Price, Jay McShann und Angela Brown. Zum 40-jährigen Jubiläum 1993 feierte Lionel Hampton und sein Orchester mit; Horst Lippmann veröffentlichte „Das Barrelhouse Buch“ über die Geschichte der Band. 1998 kam es zur Einladung zum Great Traditional Jazz Festival in Connecticut.
Die Band spielte von 2014 bis 2023 in der Besetzung mit Reimer von Essen und Frank Selten (Klarinette, Saxophon), Horst Schwarz (Trompete, Posaune, Gesang), Christof Sänger (Piano), Roman Klöcker (Gitarre, Banjo), Lindy Huppertsberg (Kontrabass) und Michael Ehret (Schlagzeug). Essen und Schwarz haben zum Jahreswechsel 2023/2024 aus Altersgründen die Barrelhouse Jazzband verlassen; Matthias Seuffert (Klarinette, Saxophon) und Joachim Lösch (Trompete, Gesang) gehören seitdem neu zur Besetzung. Manager der Formation war von 1971 bis 2018 Dieter Nentwig.
Die Teilnahme an großen Jazzfestivals in vier Kontinenten und der Deutsche Schallplattenpreis 1977 (bisher einzige Ehrung dieser Art für traditionellen Jazz aus Deutschland) zeigen die Bedeutung der Band.

## Diskographie
- Driving Hot Jazz (1965)
- Talking Hot (CBS 1966, auch L+R Records  1993)
- Barrelhouse Jazzband, Michael Sell Trio & Heinz Sauer Hot and Free (1973)
- Barrelhouse Jazzband & Angi Domdey (Bellaphon 1973)
- Barrelhouse Jazzband & Angi Domdey Travelling Blues (Bellaphon 1976)
- You Are Driving Me Crazy (Bellaphon 1976, Deutscher Schallplattenpreis 1977)[1]
- Barrelhouse Jazzband & The Trevor Richards New Orleans Trio: Drum Face (Phonola 1977)
- 25 Jahre Barrelhouse Jazzband Frankfurt (Intercord 1978)[2]
- Barrelhouse Jazzband & Carrie Smith: Barrelhouse Jazzband & Carrie Smith (Intercord 1979)
- 5. Swing-und Dixieland-Festival Bad Dürkheim (Kiwanis International 1983)
- Plays Early Swing (Bellaphon 1983)
- The New Orleans Renaissance (L+R Records 1987)
- Plays Duke Ellington (L+R Records 1989)
- Plays King Oliver (Bellaphon 1992)
- You Are Driving Me Crazy (L+R Records 1993)
- 40 Jahre Barrelhouse Jazzband (Doppel-CD, L+R Records 1993)[3]
- Plays Early Swing (L+R Records 1993)
- Showboat (1995)
- 100 Years Louis Armstrong (Trion 2000)
- New Orleans Joys! (2001)
- 50 – Barrelhouse Now (2003)
- Highlights
- Live – 10. Dixieland Jubilee 2006
- Portrait (2007)
- Angela Brown, Jan Luley & Barrelhouse Jazzband: God Has Smiled on Me (2008)
- Creole Spirit – Live beim 16. Dixieland Jubilee  (Chaos, 2012)
- 60 Jahre - Living the Music (Buch und CD, 2013)
- 1976 - 2013: The Music of Jelly Roll Morton (2014)
- Barrelhouse Jazzband Meets Denise Gordon: Live in Concert (2016)
- Barrelhouse Jazzband & Joan Faulkner: 66 Jahre … jetzt erst recht! (2019)
- 70 Jahre Barrelhouse Jazzband: Forever New! (2023)

Aufnahmen auf Samplern
- Internationales Dixieland Festival Dresden 74 (Amiga 1974, daneben auch The Down Town Jazz Band, Old-Time-Memory-Jazz-Band, Cave Stompers usw.)
- Internationales Dixieland Festival Dresden '76: Heebies Jeebies (Amiga 1976, daneben auch Traditional Jazz Studio Prag, Dixieland Gruppe der Dresdner Tanzsinfoniker, Papa Binne’s Jazz Band und weitere)
- Dixieland Jubilee Vol. V. (Intercord 1978, daneben auch Chris Barber, Acker Bilk, Max Collie, Alex Welsh, Stuttgarter Dixieland All Stars, Old Merry Tale Jazzband und weitere)
- Jazz aus Frankfurt. (Stadt Frankfurt am Main 1979, daneben auch Two Beat Stompers, Albert Mangelsdorff, Emil Mangelsdorff, Volker Kriegel, Benno Walldorf und weitere)
- Jazz in der Burg (Joke Records 1979, daneben auch Trevor Richards, Milano Jazz Gang, Anachronic Jazzband usw.)
- Musik aus Hessen (Hessische Landesregierung/CBS 1980, daneben zahlreiche andere Gruppen aus Hessen in den Bereichen Klassik, Jazz und Rock)
- Dixie Party (Intercord 1981)
- Old Time Jazz - Jazz Im Tägi '82 (Elite Special 1982; daneben auch Joe Turner, Buddha’s Gamblers, Mojo Jazzing Five, Bucktown Jazzband Zürich)
- Dixieland Jubilee. Intercord 1984; daneben auch Knut Kiesewetter, Jimmy McPartland, Stuttgarter Dixieland All Stars Featuring Ragtime Specht, Old Merry Tale Jazzband und weitere.
- Hot Frankfurt Mainstream Live. (Doppel-LP, 1822-Jazz-Records 1993, daneben auch  Red Hot Beans / Red Hot Hottentots / Gustl Mayer’s Jazz Stampede)
- Barrelhouse Jazzband / European Jazz Association: Jazz for Friends (Doppel-LP, 1822-Jazz-Records 1993, daneben auch Traditional Association, Blues Association, Swing Association)

## Filmographie
- Barrelhouse Jazzband, Al Di Meola u. a.: The Best of Jazz in Burghausen 2009, Vol. 4 (DVD-Sampler, 2009)
- Barrelhouse Jazzband & Harriet Lewis: Live in Concert (DVD, 2010)